# Арсенові руди
Арсенові руди (рос. мышьяковые руды, англ. arsenic ores, нім. Arsenerze) — природні мінеральні утворення, вміст арсену в яких достатній для економічно доцільного вилучення цього елемента або його сполук.
Відомо понад 120 мінералів, що містять арсен. Найпоширеніші мінерали — арсенопірит (арсеновий колчедан) FeAsS (46,0% As), льолінгіт (арсенистий колчедан) FeAs2 (72,8% As), реальгар AsS (70,1% As), аурипігмент As2S3 (61,0% As).
Більшість руд належать до ендогенної серії, плутоногенного і вулканогенного класів гідротермальної групи. Сполуки арсену частіше за все зустрічаються в комплексі з кольоровими і благородними металами (Cu, Zn, Pb, Au, Ag і інш.). Арсен в таких рудах міститься як у формі незалежних мінералів, так і у вигляді ізоморфної домішки серед рудоутворюючих мінералів. Арсенові руди поділяються на декілька типів: арсенові, золото-арсенові, поліметалічно-арсенові, мідно-арсенові, кобальто-арсенові, олов'яно-арсенові. Мінімальний вміст As в промислових рудах 2%, але зазвичай розробляються багатші руди із вмістом As 5-10%.

## Локалізація родовищ
Найзначніші родовища: США (Б'ютт, Ґолд-Гілл та інші), Швеція (Буліден), Мексика (Матеуала, Чіуауа), Японія (Касіока, Сасатятані), Болівія (Потосі) та інші країни.